# جوردان كويلو
جوردان كويلو (بالفرنسية: Jordan Coelho)‏ (مواليد 2 أبريل 1992) هو سبّاح فرنسي، مثّل بلاده في الألعاب الأولمبية الصيفية 2016.

## روابط خارجية
جوردان كويلو على موقع الاتحاد الدولي للسباحة (الإنجليزية)
- جوردان كويلو على موقع اللجنة الأولمبية الدولية (الإنجليزية)
- جوردان كويلو على موقع أوليمبيديا (الإنجليزية)
- جوردان كويلو على موقع اللجنة الأولمبية الفرنسية (مؤرشف) (الفرنسية)